# Burkina Faso en los Juegos Paralímpicos de Londres 2012
Burkina Faso estuvo representada en los Juegos Paralímpicos de Londres 2012 por dos deportistas, un hombre y una mujer. El equipo paralímpico burkinés no obtuvo ninguna medalla en estos Juegos.